# Villabon
 Villabon  es una comuna y población de Francia, en la región de Centro, departamento de Cher, en el distrito de Bourges y cantón de Baugy.
Su población en el censo de 1999 era de 463 habitantes.
Está integrada en la Communauté de communes de la Champagne Balgycienne .

## Demografía
| 525 | 480 | 405 | 462 | 521 | 463 | 575 |
| Para los censos de 1962 a 1999 la población legal corresponde a la población sin duplicidades (Fuente: INSEE [Consultar]) |     |     |     |     |     |     |